# Droga N708 (Holandia)
Droga prowincjonalna N708 (nid. Provinciale weg 708) – droga prowincjonalna w Holandii, w prowincji Flevoland. Przebiega od skrzyżowania z drogami N709 i N710 w Biddinghuizen do skrzyżowania z drogą N306.